# أماني رشاد
أماني رشاد، لاعبة كرة قدم مصرية تلعب لصالح نادي وادي دجلة، وهي هدافة منتخب مصر لكرة القدم للسيدات برصيد 21 هدف.